# Raizō Tanaka
Raizō Tanaka (田中 頼三?, Tanaka Raizō; Prefettura di Yamaguchi, 27 aprile 1892 – 9 luglio 1969) è stato un ammiraglio giapponese, attivo durante la seconda guerra mondiale.
Arruolatosi nella marina imperiale nel 1913, divenne tenente di vascello nel 1919 e si specializzò nell'uso del siluro. Fece esperienza su naviglio leggero e d'appoggio nei primi anni venti, servendo per lo più come ufficiale capo addetto all'armamento silurante. Capitano di corvetta nel 1925, fu scelto per comandare la Scuola siluristi in virtù della sua preparazione, quindi tra 1927 e 1929 prestò servizio negli stati maggiori della 5ª Divisione incrociatori e del 2º Distretto navale a Kure. All'inizio degli anni trenta comandò i cacciatorpediniere Tachikaze e Ushio e, dopo un periodo di incarichi a terra, tornò in mare all'inizio del 1937 come comandante della 2ª Divisione cacciatorpediniere. Tra il 1939 e la fine del 1940 comandò l'unica grande unità da guerra durante il suo servizio, l'incrociatore da battaglia Kongo. Posto a capo della 2ª Squadriglia cacciatorpediniere nel settembre 1941, un mese più tardi fu promosso contrammiraglio.
Tanaka condusse con perizia la propria formazione nella battaglia del Mare di Giava del 27 febbraio 1942 e fu poi presente alla battaglia delle Midway (4-6 giugno). Egli è soprattutto ricordato per la partecipazione alla sfibrante campagna di Guadalcanal, durante la quale organizzò il noto Tokyo Express e combatté in prima persona la battaglia delle Salomone Orientali (agosto) e la battaglia navale di Guadalcanal (novembre), guadagnandosi l'appellativo de "l'ostinato" da parte delle forze statunitensi poiché non abbandonava una missione anche di fronte a perdite pesanti. Ufficiale tra i più capaci nel comando di naviglio leggero silurante, inflisse una grave sconfitta tattica alla marina statunitense nella battaglia di Tassafaronga il 30 novembre; a metà dicembre, però, rimase ferito nel corso di un viaggio del Tokyo Express. Inviso ai superiori per le aperte critiche alla conduzione della campagna, fu rimpatriato a relegato a comandare un reparto di presidio nel Sud-est asiatico, in Birmania.
Tanaka non ebbe più alcuno comando in mare, sebbene nominato viceammiraglio, e dopo la resa incondizionata dell'Impero giapponese si ritirò dalla marina nel luglio 1946. Morì nel luglio 1969.

## Biografia

### Inizio della carriera
Raizō Tanaka nacque il 27 aprile 1892 nella prefettura di Yamaguchi. Entrò nell'Accademia navale di Etajima come alunno della 41ª classe, si diplomò il 19 dicembre 1913 (trentaquattresimo su 118 allievi) e con la qualifica di aspirante guardiamarina fu assegnato all'incrociatore corazzato Adzuma, passando l'11 agosto 1914 a bordo della nave da battaglia Aki: su questa rimase pochi giorni e il 28 s'imbarcò sull'incrociatore corazzato Nisshin a bordo del quale, il 1º dicembre, gli fu riconosciuto il grado di guardiamarina. Il 1º dicembre 1915 fu trasferito sull'incrociatore protetto Kasagi; il 21 agosto 1916 fu riassegnato all'incrociatore da battaglia Kongo, con il quale partecipò molto marginalmente prima guerra mondiale. Prima della fine dell'anno, Tanaka ritornò a terra e, promosso sottotenente di vascello, frequentò dal 1º dicembre il Corso base alla Scuola siluristi seguito (1º giugno 1917) dal Corso base di artiglieria navale. Conclusi i corsi, entrò nell'equipaggio della torpediniera Hatsushimo; il 1º maggio 1918 fu scelto come assistente allo stato maggiore della 2ª Flotta per Compiti speciali, nel quale lavorò per due mesi circa. Il 5 luglio fu riassegnato al cacciatorpediniere di scorta Kusunoki. Il 5 agosto 1919 fu spostato all'incrociatore leggero Katori con la qualifica di comandante sostituto, rimanendovi fin verso la fine dell'anno: promosso tenente di vascello, il 1º dicembre iniziò a seguire il Corso avanzato alla Scuola siluristi che lo tenne occupato per un anno circa.

### Gli anni venti e trenta
Il 1º dicembre 1920 Tanaka fu posto al comando della nave appoggio sommergibili Karasaki, della quale il 30 aprile 1921 divenne anche ufficiale capo ai lanciasiluri. Il 10 novembre di quell'anno lasciò entrambi questi ruoli e passò a bordo del vecchio incrociatore corazzato Iwate, sul quale prestò a lungo servizio. Il 20 marzo 1923 fu trasferito al cacciatorpediniere Shiokaze come comandante e ufficiale capo ai lanciasiluri, quindi il 10 novembre passò all'incrociatore leggero Yura con le medesime mansioni. Un anno più tardi, il 1º dicembre 1924, fu integrato nello stato maggiore della 5ª Divisione incrociatori, presso il quale lavorò un anno. Nominato capitano di corvetta il 1º dicembre 1925, fu riassegnato alla Scuola siluristi come istruttore e già il 25 dicembre gli fu affidato il comando della struttura, mantenendo il ruolo di insegnante. Il 1º novembre 1927 ritornò allo stato maggiore della 5ª Divisione, operandovi per i successivi due anni; il 30 novembre 1929 fu convocato allo stato maggiore del 2º Distretto navale con quartier generale a Kure per continuare la sua formazione.
Il 21 novembre 1930 Tanaka ebbe nuovamente un incarico in mare come ufficiale comandante del cacciatorpediniere Tachikaze, a bordo del quale ricevette la promozione a capitano di fregata (1º dicembre). Il 31 ottobre 1931 fu riassegnato al cacciatorpediniere Ushio dapprima come ufficiale sovrintendente all'allestimento finale della nave, poi dal 14 novembre come comandante. Il 1º dicembre 1932 ritornò a terra e fu aggiunto allo stato maggiore del 1º Distretto navale (Yokosuka), entrando alla stessa data anche in quello del quartier generale responsabile della difesa costiera della prefettura della capitale Tokyo. Portato al grado di capitano di vascello il 15 novembre 1935, il 2 dicembre divenne per un breve periodo membro del 1º Distretto navale, quindi iniziò a frequentare al contempo il Collegio navale, istituzione superiore che si occupava di formare competenti ufficiali di stato maggiore; dal 6 gennaio al 1º dicembre 1936 fu poi distaccato presso lo stato maggiore generale della marina come attendente e ritornò da questo al 1º Distretto navale per un altro mese. Il 7 gennaio 1937, infatti, fu scelto per comandare dal 2ª Divisione cacciatorpediniere, che guidò per tutto l'anno; passò al comando dell'incrociatore leggero Jintsu il 1º dicembre e un anno dopo, il 15 dicembre 1938, divenne capo di stato maggiore del distretto di guardia di Mako (entità amministrativa con forze navali leggere per il controllo delle acque dell'Isola di Formosa).

### La seconda guerra mondiale
Il 15 novembre 1939 Tanaka ebbe il comando di una grande unità, l'incrociatore da battaglia Kongo, a dispetto della sua specializzazione in cacciatorpediniere e utilizzo dell'armamento silurante. Il comando dell'unità gli fu riconfermato sia il 15 ottobre 1940, quando assunse anche il controllo della nave appoggio idrovolanti Chitose, sia il 15 novembre 1940. Il 15 aprile 1941 fu ridislocato per breve tempo come assistente di stato maggiore della 3ª Flotta, quindi il 1º maggio fu nominato comandante della 6ª Squadriglia sommergibili, con il quale rimase quattro mesi. Il 15 settembre fu posto alla testa della 2ª Squadriglia cacciatorpediniere, dipendente dalla 2ª Flotta, e il 15 ottobre ricevette la promozione a contrammiraglio. Il reparto di Tanaka fu poco dopo temporaneamente posto alle direttive della 3ª Flotta del viceammiraglio Ibō Takahashi, responsabile del supporto e della realizzazione della conquista delle Filippine e della porzione orientale delle Indie orientali olandesi. Tanaka guidò le sue forze da bordo dell'incrociatore leggero e nave ammiraglia Jintsu (cacciatorpediniere Shiokaze, 16ª Divisione con lo Amatsukaze e lo Hatsukaze, la 15ª Divisione cacciatorpediniere con lo Hayashio, lo Oyashio, il Natsushio e il Kuroshio) inquadrato nella squadra di copertura del contrammiraglio Takeo Takagi, che protesse gli sbarchi a Legaspi (Filippine) avvenuti incontrastati il 14 dicembre 1941. Visti i rapidi progressi nell'avanzata nelle Filippine, all'inizio del gennaio 1942 Tanaka confluì con gran parte della 3ª Flotta a Mindanao e da qui fece rotta per la costa orientale del Borneo sempre sotto gli ordini del contrammiraglio Takagi e del viceammiraglio Takahashi. Intanto la 2ª Squadriglia aveva rimpiazzato la 15ª Divisione con i cacciatorpediniere Kawakaze, Yukikaze, Tokitsukaze, Ushio e Yamakaze.

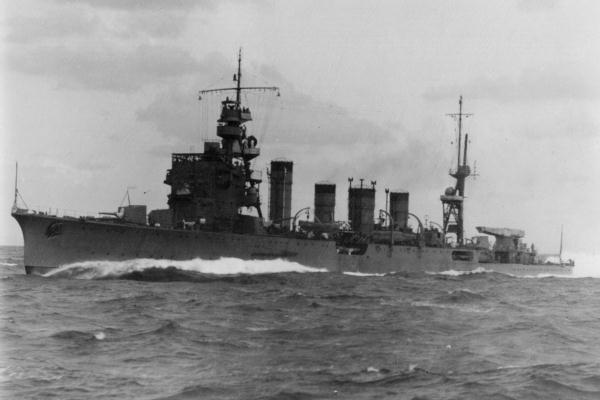
L'incrociatore leggero Jintsu, a lungo nave ammiraglia di Tanaka

Il 26 febbraio 1942, subito dopo l'occupazione dei punti chiave della grande isola ricca di giacimenti petroliferi, il cacciatorpediniere Amatsukaze fermò la nave ospedale Op ten Noort, che il contrammiraglio Tanaka decise di indirizzare a Bandjermasin dove fu requisita dalla marina imperiale. Nel corso del 27 febbraio Tanaka partecipò alla vittoriosa battaglia del Mare di Giava, contribuendo all'affondamento del cacciatorpediniere olandese Kortenaer e di quello britannico HMS Electra, che riuscì a infliggere danni modesti al Jintsu con le artiglierie prima di colare a picco. Conclusa con un completo successo a marzo l'occupazione della Indie orientali olandesi, a fine maggio Tanaka ebbe il compito di scortare un convoglio di dieci navi trasporto che recavano a bordo truppe e materiali per occupare l'atollo di Midway a inizio giugno: per l'operazione disponeva, oltre al Jintsu, dei cacciatorpediniere Amatsukaze, Hatsukaze, Tokitsukaze, Yukikaze, Kuroshio, Oyashio, Kasumi, Kagero, Arare, Shiranui. Tuttavia non prese parte attivamente alla battaglia del 4-6 giugno che coinvolse solo la 1ª Flotta aerea del viceammiraglio Chūichi Nagumo, seccamente sconfitta con gravi perdite.
Con l'inizio della campagna di Guadalcanal il 7 agosto, Tanaka e la 2ª Squadriglia cacciatorpediniere furono ridislocati nel Pacifico sud-occidentale per appoggiare le operazioni dell'8ª Flotta del viceammiraglio Gun'ichi Mikawa, di base a Rabaul e responsabile per la difesa della regione. Sin dai primi giorni dal loro arrivo, Tanaka e il contrammiraglio Aritomo Gotō, suo personale amico e comandante della 6ª Divisione incrociatori inserita nell'8ª FLotta, espressero i propri dubbi sul comando bicefalo che si occupava delle operazioni a Guadalcanal, diviso tra l'8ª Flotta e l'11ª Flotta aerea del viceammiraglio Nishizō Tsukahara. Nel corso dell'inconcludente battaglia delle Salomone Orientali (23-25 agosto), i trasporti con a bordo rinforzi per un controsbarco e la squadriglia di Tanaka che li stava scortando furono sorpresi e attaccati dagli aerei statunitensi a nord dell'isola di Santa Isabel: l'incrociatore ausiliario Kinryu Maru fu incendiato, il cacciatorpediniere Mutsuki saltò in aria e il Jintsu fu centrato tra le torri di prua da una bomba, la cui esplosione tramortì Tanaka sul ponte; quando si riprese, constatò lo stato del convoglio ma poiché Guadalcanal non distava molto Tanaka non si scoraggiò e volle procedere; solo un perentorio ordine del viceammiraglio Mikawa lo fece desistere. Questa caparbietà divenne nota tra i militari statunitensi, che gli affibbiarono il soprannome "Tanaka l'ostinato". Egli fu inoltre il principale ideatore del cosiddetto Tokyo Express, il regolare invio nottetempo di gruppi di cacciatorpediniere e altro naviglio leggero recanti rinforzi e vettovagliamenti alle truppe nipponiche su Guadalcanal: spesso conduceva lui stesso le veloci missioni, che raramente fallivano.

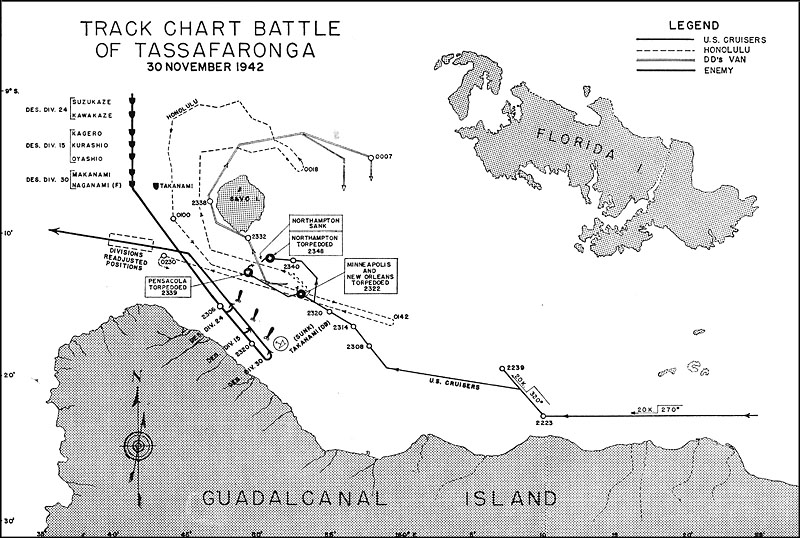
La battaglia presso Tassafaronga. Tanaka sfuggì a cinque incrociatori e quattro cacciatorpediniere statunitensi, arrecando loro gravi danni; perse solo il cacciatorpediniere Takanami

A inizio novembre fu organizzata una nuova offensiva navale per far giungere a Guadalcanal un grande convoglio di undici trasporti: la scorta fu affidata al contrammiraglio Tanaka, che disponeva di dieci cacciatorpediniere (Amagiri, Kagero, Oyashio, Makinami, Takanami, Mochizuki, Hayashio, Kawakaze, Suzukaze, Umikaze). Nella prima fase della battaglia navale di Guadalcanal (13-15 novembre) la marina imperiale inflisse una grave sconfitta tattica navale agli statunitensi ma, poiché la formazione era stata scompaginata e una delle corazzate era fuori uso (la Hiei), le navi ripiegarono senza bombardare Henderson Field. Perciò, quando la mattina del 14 novembre Tanaka fece rotta su Guadalcanal dalle isole Shortland, rassicurato da erronei dispacci che le forze aeree statunitensi erano comunque fuori causa, fu avvistato dai velivoli di stanza a Guadalcanal e tartassato da continui attacchi aerei, provenienti anche dalla USS Enterprise: in totale i trasporti abbandonati, affondati o costretti a tornare indietro furono sette. Tanaka non rinunciò alla missione, trasbordò gli uomini ancora vivi sui cacciatorpediniere e sui trasporti ancora efficienti e continuò la navigazione; gli ultimi quattro trasporti furono infine fatti spiaggiare dal contrammiraglio per agevolare lo scarico di uomini, materiali e rifornimenti ma, in realtà, pose le navi alla mercé del fuoco statunitense proveniente da terra, mare e cielo: solo una minima frazione dei rinforzi e dei vettovagliamenti era giunta a destinazione, a prezzo di perdite disastrose. Dopo questo fallimento strategico l'invio di convogli fu sostituito da intensivi viaggi del Tokyo Express, che lasciavano in mare dei fusti stagni ripieni di munizioni, cibo e altro poi recuperate dalle truppe sulla terraferma. Nella notte tra il 30 novembre e il 1º dicembre gli otto cacciatorpediniere condotti da Tanaka (Takanami, Makinami, Kagero, Oyashio, Kuroshio, Kawakaze, Suzukaze e l'ammiraglia Naganami) furono sorpresi da una squadra nemica superiore per numero e potenza di fuoco, ma egli reagì con rapidità: annullò la missione, fece accostare per nord-ovest e lanciò numerosi siluri che inflissero danni assai gravi a tre incrociatori pesanti e affondarono lo USS Northampton. Il Takanami fu invece crivellato di colpi e affondò.
Nonostante tali pericoli, Tanaka persistette nelle missioni di rifornimento con i fusti e durante i primi giorni di dicembre ne completò un altro paio con successo. Nella notte del 12 dicembre però la sua ammiraglia, il cacciatorpediniere Teruzuki, fu colpito da un siluro lanciato da una motosilurante, la cui esplosione ferì Tanaka. Era ormai chiaro che la campagna per Guadalcanal era perduta e, dopo accese discussioni, i vertici militari giapponesi decisero di evacuare l'isola, una soluzione che Tanaka aveva perorato a lungo e con forza nei mesi precedenti, attirandosi la disapprovazione dei suoi superiori. Le sue dichiarazioni lo fecero perciò apparire come un perfetto capro espiatorio per la sconfitta: prendendo a pretesto le sue ferite, fu sollevato dal comando e rimpatriato. Il 29 dicembre fu assegnato allo stato maggiore generale della marina come attendente.

### Ultimi anni e morte
Rimessosi dalle ferite, il 5 febbraio 1943 Tanaka fu posto al comando della Unità di guardia e del Corpo marinai di Maizuru. Dal 1º ottobre ebbe responsabilità della 13ª Forza speciale ausiliaria per il presidio delle basi, attivata appositamente e con quartier generale a Rangoon in Birmania; come fa intendere il nome era un reparto addetto al mentenimento dell'ordine e perciò Tanaka non ebbe praticamente più parte attiva nella guerra. Ricevette la promozione a viceammiraglio il 15 ottobre 1944 (una forma di contentino) e organizzò la ritirata della sua unità a Moulmein e poi a Bangkok, sotto la pressione della 14ª Armata britannica. Il 15 agosto 1945 l'Impero giapponese si arrese agli Alleati, ponendo fine al conflitto. Tornato in patria, Tanaka rassegnò le dimissioni dalla marina il 26 giugno 1946, la quale fu sciolta nel 1947 e sostituita negli anni cinquanta da una "Forza di autodifesa navale". Egli si ritirò a vita privata e morì il 9 luglio 1969, all'età di 77 anni.

## Onorificenze
Dati tratti da: